# 충주 영모사
충주 영모사(忠州 永慕祠)는 충청북도 충주시 동량면 대전리에 있는 조선시대의 사당이다. 1998년 1월 9일 충청북도의 문화재자료 제19호로 지정되었다.

## 개요
충주 최씨의 시조인 최승과 선조 8분의 위패를 모신 사당이다.
최승은 신라 문성왕 8년(846)에 흉년이 들어 도적이 많아지자, 중국 당나라 무종(武宗)의 명을 받아 이들을 무력으로 평정하였다. 또한 통일신라 진성여왕 3년(889)에 반란이 일어나자 이를 수습하였다.
영모사는 남쪽을 향해 있으며 앞쪽에 있는 문은 가운데를 높힌 솟을대문이고 최승이 살았을 때의 업적을 기록한 신도비와 석교가 있다.

## 사진

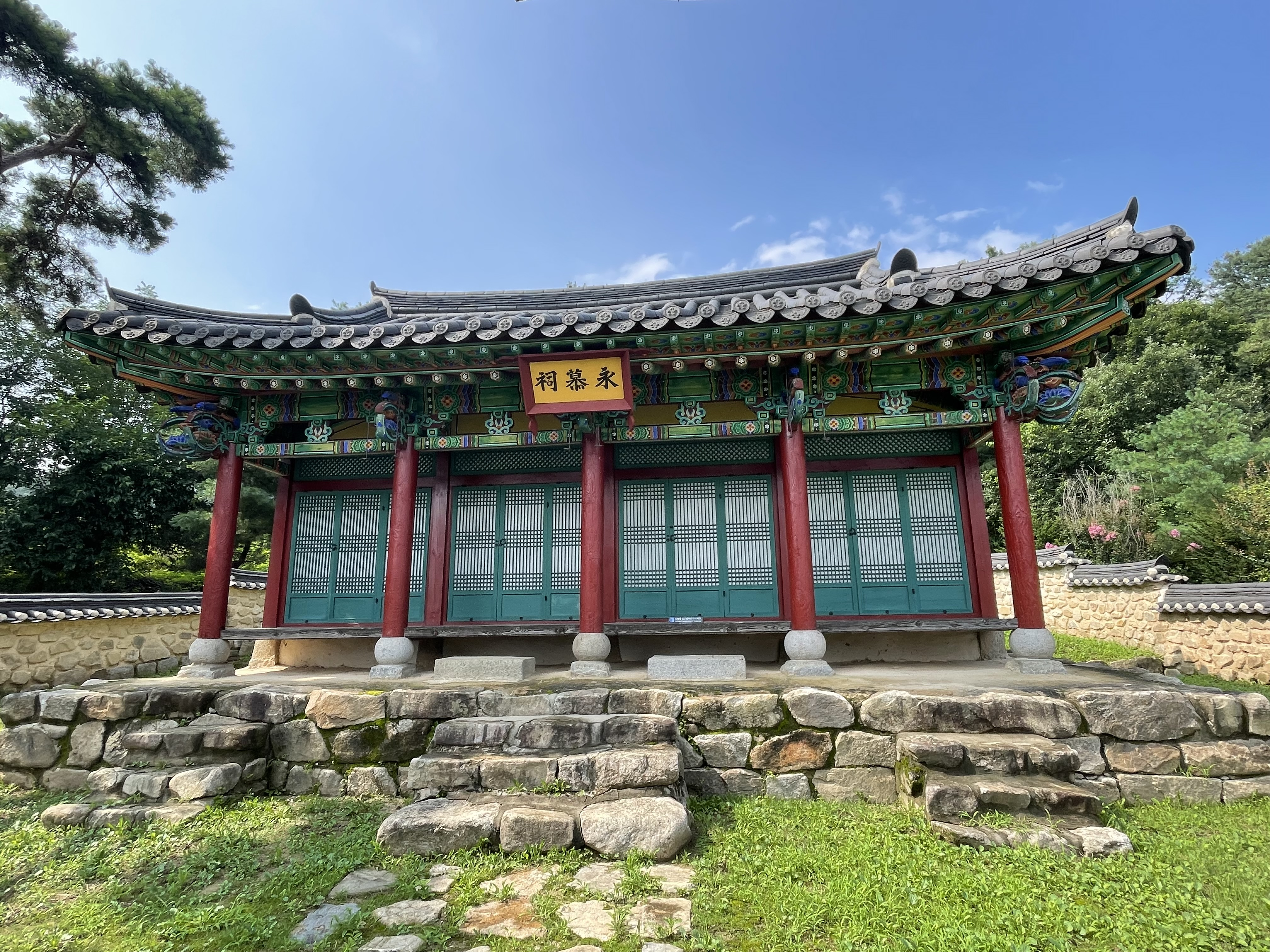
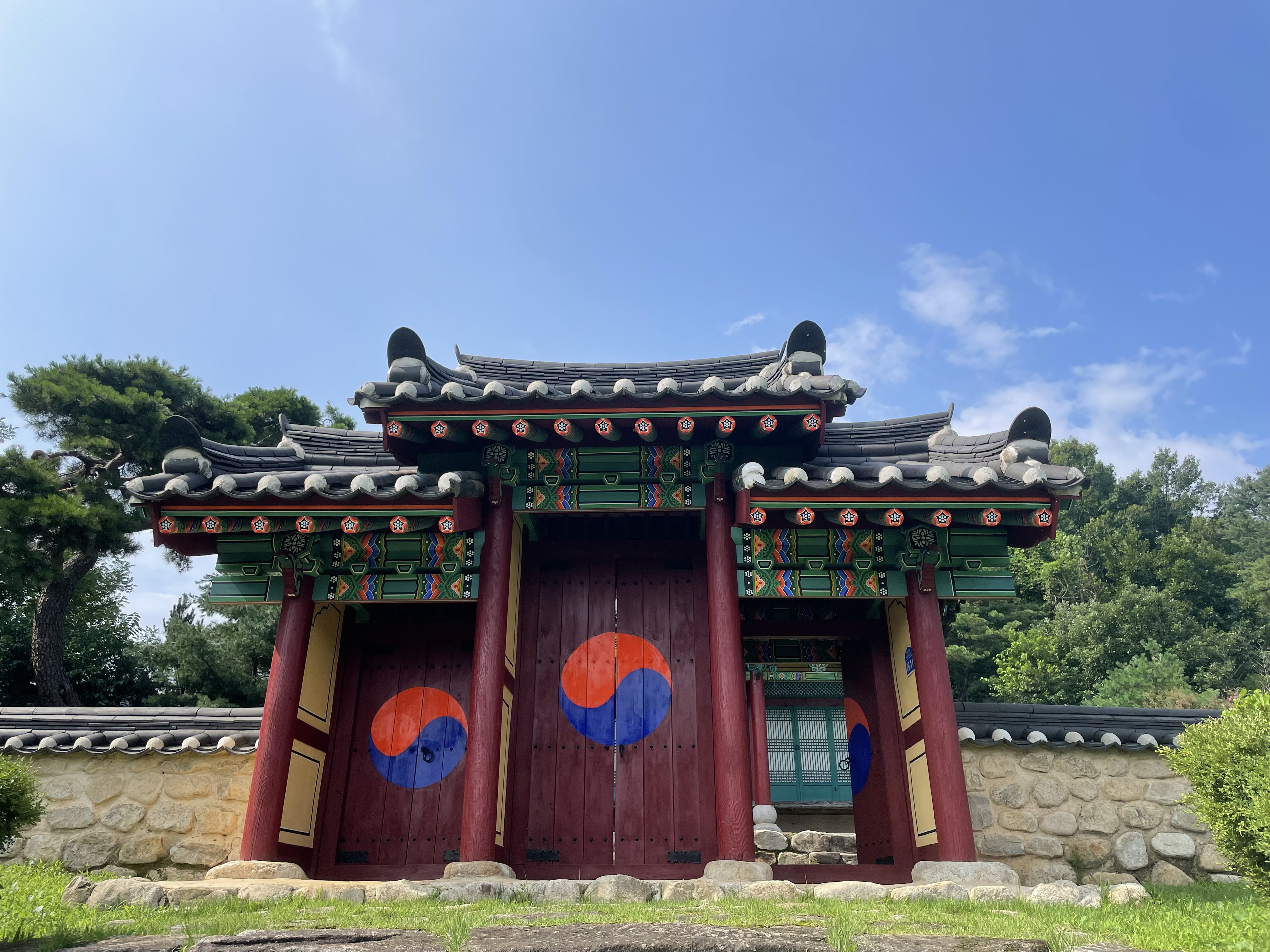
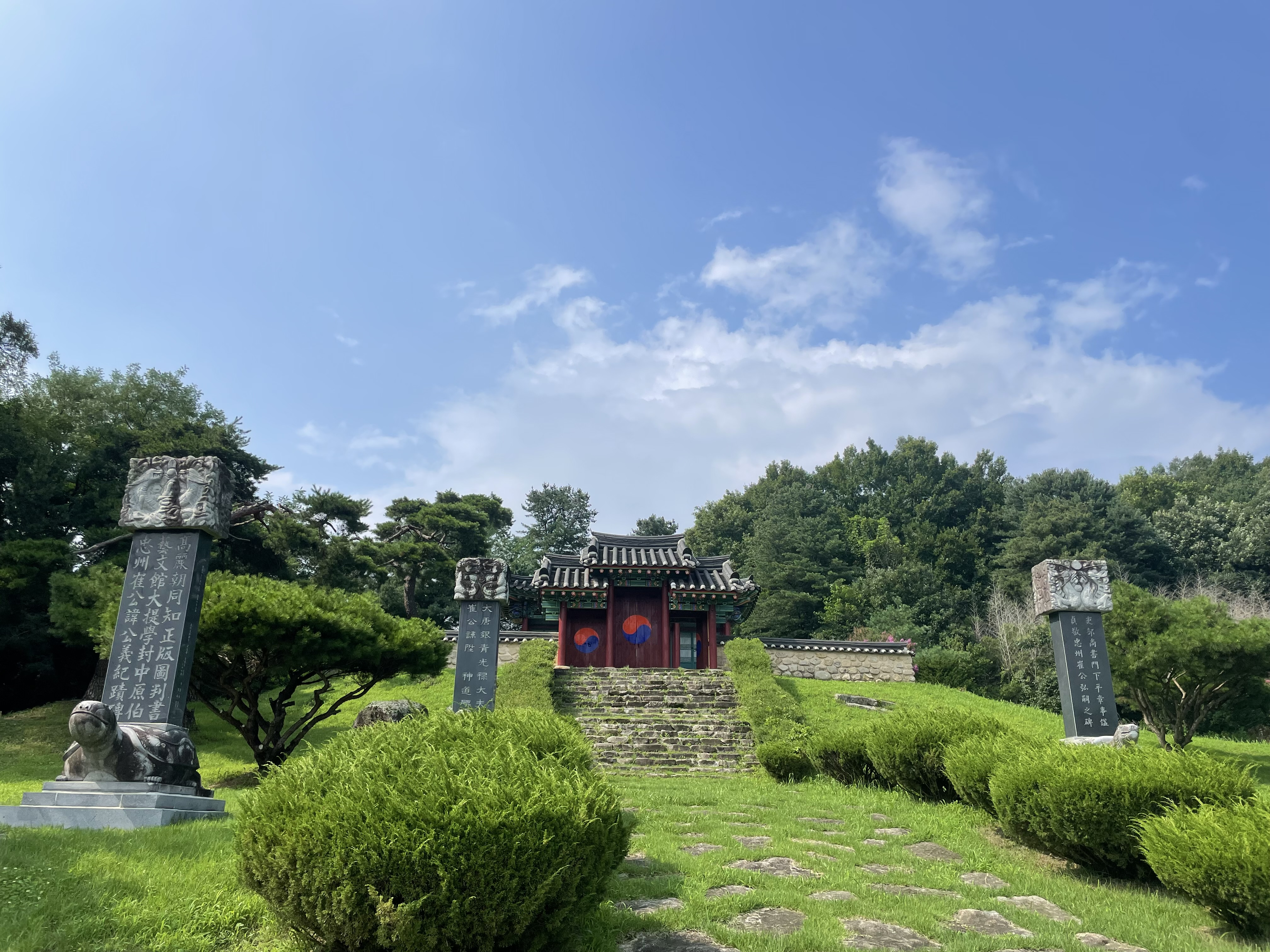
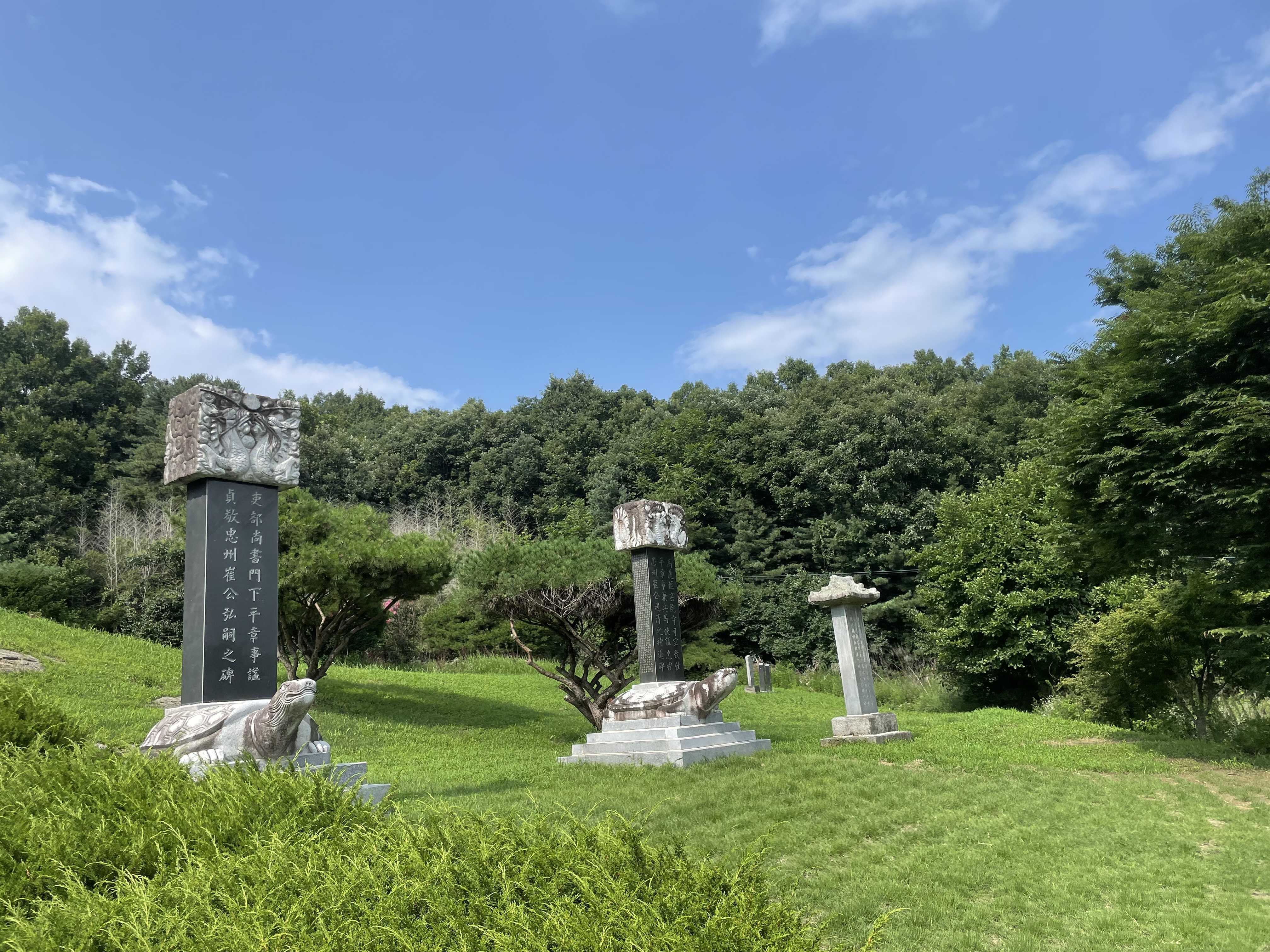

## 참고 자료
- 충주 영모사 - 국가유산청 국가유산포털